# Antoine Touron
Pour les articles homonymes, voir Touron (homonymie).
Le Père Antoine Touron, né le 5 septembre 1686 à Graulhet et mort le 2 septembre 1775 à Paris, est un dominicain français, biographe et historien.

## Biographie
Né à Graulhet dans le diocèse de Castres, il consacra sa vie à l'enseignement, à la controverse et à l'étude de l'histoire.
On a de lui :
- Vie de saint Thomas d'Aquin, Paris (1737),
- Vie de saint Dominique avec une histoire abrégée de ses premiers disciples (1739),
- Histoire des hommes illustres de l'ordre de saint Dominique (1743-1749), qu'utilisa largement le Père Mortier dans son Histoire des maîtres généraux de l'ordre des frères prêcheurs,
- De la providence, traité historique, dogmatique et moral (1752),
- La main de Dieu sur les incrédules, ou histoire abrégée des Israélites,
- Parallèle de l'incrédule et du vrai fidèle,
- La vie et l'esprit de saint Charles Borromée (1761),
- La vérité vengée en faveur de saint Thomas,
- Histoire générale de l'Amérique depuis sa découverte (1768-1770), qui consiste surtout en une histoire ecclésiastique du Nouveau Monde.